# 25. kongres Občanské demokratické strany

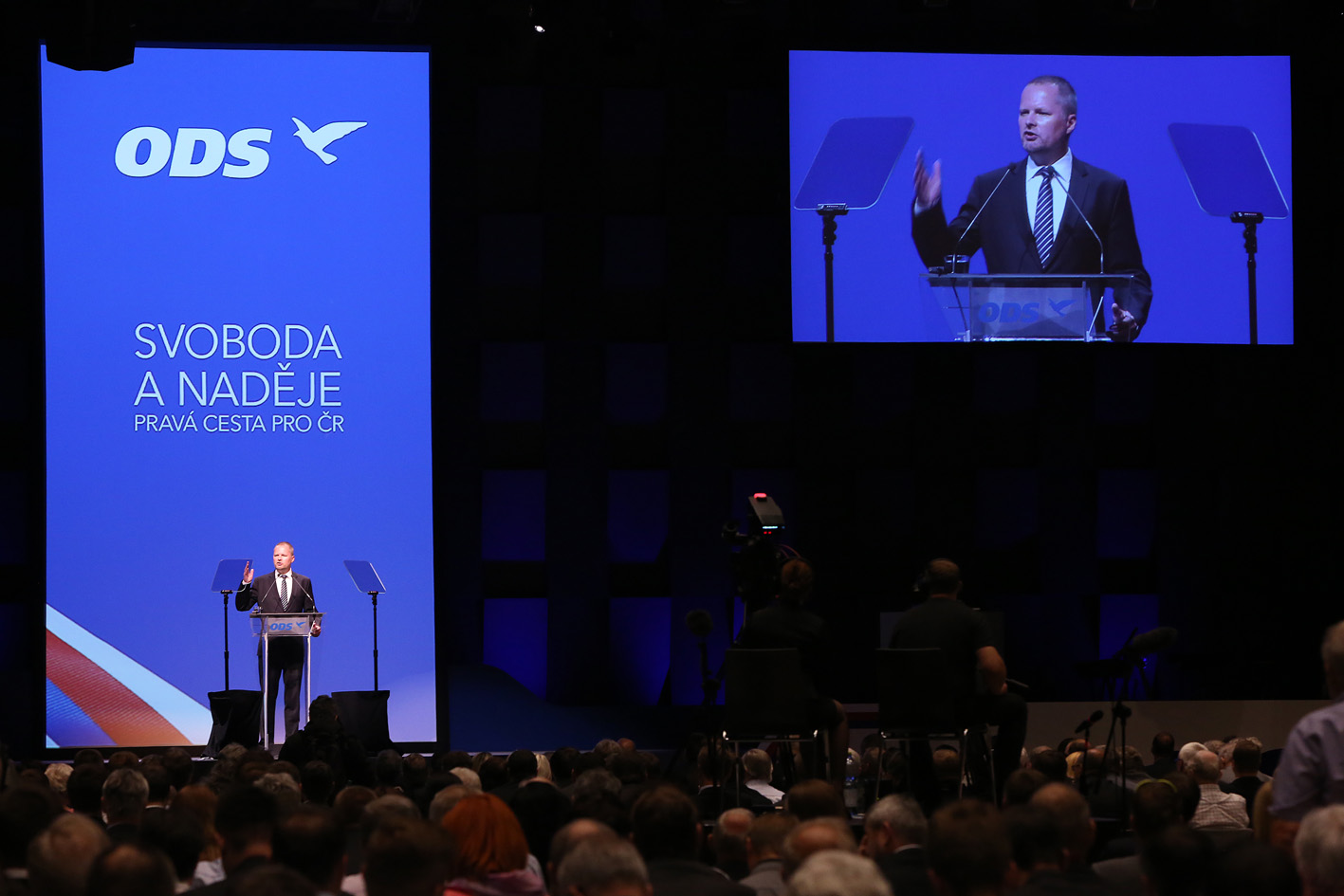
Projev předsedy Petra Fialy

25. kongres ODS se konal 5. září 2014 v Praze v prostorách Fora Karlín. 

## Dobové souvislosti a témata kongresu
Mimořádného mobilizačního kongresu se mohl zúčastnit kterýkoliv řadový člen ODS, který zaplatil účastnický poplatek. Nakonec se sešlo okolo 1000 účastníků. Cílem bylo mobilizovat členskou základnu, která se vyrovnávala se svým celkovým snížením a s propadem stranických preferencí. Kongres se zabýval programovými prioritami, které byly představeny v brožuře Nebát se jít vlastní cestou. ODS se tím vrátila k původní ideji patnáctiprocentní rovné daně, kterou propagovala už v minulosti, ale v koaličních vládách ji nemohla prosadit. Jedna sazba by měla být zachována u dani z příjmů fyzických osob (a mělo by dojít k odstranění výjimek) a postupně by mělo dojít i ke sjednocení DPH na stejné úrovni. Mezi dalšími body se objevily: snížení povinných odvodů zaměstnavatelů na sociální pojištění zaměstnanců z 25 procent alespoň na 21,5 procenta, zachování a neomezování výdajových paušálů živnostníků, zrušení ekologických či uhlíkových daní, liberalizaci zákoníku práce, roční daňové zvýhodnění pro všechny začínající podnikatele či trvalá výjimku, aby nebylo nutné přijímat euro.

## Personální složení vedení ODS po kongresu
Nejednalo se o volební kongres. Složení vedení zůstalo beze změn oproti předchozímu 24. kongresu ODS.